# Anucha Suksai
Anucha Suksai (thailändisch อนุชา สุกใส, * 10. April 1992) ist ein thailändischer Fußballspieler.

## Karriere
Anucha Suksai spielte von 2015 bis Mitte 2016 beim Erstligisten Sisaket FC in Sisaket. Für den Club absolvierte er 26 Spiele in der Thai Premier League. Zur Rückserie 2017 unterschrieb er einen Vertrag beim Ligakonkurrenten Sukhothai FC in Sukhothai. Für Sukhothai stand er sechsmal auf dem Spielfeld. Anfang 2017 wechselte er zum Zweitligisten Rayong FC nach Rayong. Für Rayong spielte er eine Saison in der Thai League 2. 2018 zog es ihn nach Nong Bua Lamphu, wo er einen Einjahresvertrag beim Zweitligisten Nongbua Pitchaya FC unterschrieb. Am Ende der Saison wurde er Vertrag nicht verlängert. 2019 war er vertrags- und vereinslos. 2020 wurde er vom Erstligisten Trat FC aus Trat unter Vertrag genommen. Hier kam er nicht zum Einsatz. Ende Juni 2020 wurde sein Vertrag nicht verlängert. Von Juli 2020 bis Dezember 2020 war er vertrags- und vereinslos. Anfang 2021 verpflichtete ihn der Erstligist Rayong FC aus Rayong. Am Ende der Saison 2020/21 musste er mit Rayong als Tabellenletzter in die zweite Liga absteigen. Für Rayong stand er achtmal in der Liga auf dem Spielfeld. Ende 2021 wurde sein Vertrag nicht verlängert. Im gleichen Monat unterschrieb er einen Vertrag beim Drittligisten Bankhai United FC. Der Verein aus Ban Khai spielte in der Eastern Region der Liga. Nach elf Drittligaspielen wechselte er im Sommer 2023 zum Drittligaaufsteiger BFB Pattaya City.